# باول كولين
باول كولين (بالفرنسية: Paul Collin)‏ هو واضع كلمات الأوبرا وشاعر فرنسي، ولد في 12 يوليو 1843 في Conches-en-Ouche ‏ في فرنسا، وتوفي في 5 فبراير 1915 في باريس في فرنسا.

## وصلات خارجية
- باول كولين على موقع ميوزك برينز (الإنجليزية)